# Мария Естер де Каповиля
Мария Естер де Каповиля (на испански: María Esther Heredia Lecaro de Capovilla) е свръхстолетница от Еквадор.
Регистрирана е в „Световни рекорди на Гинес“ като най-възрастния жив човек в света до нейната смърт и на 4-то място по възраст за всички времена.
Родена е на 14 септември 1889 г. в град Гуаякил, Еквадор. Почива също в Гуаякил на възраст 116 години 11 месеца и 13 дни на 27 август 2006 г.